# 18. ceremonia wręczenia nagród David di Donatello
18. ceremonia wręczenia włoskich nagród filmowych David di Donatello odbyła się 21 lipca 1973 roku w antycznym Teatrze greckim w Taorminie.

## Laureaci i nominowani
Laureaci nagród wyróżnieni są wytłuszczeniem.

### Najlepszy film
- Alfredo, Alfredo (tytuł oryg. Alfredo Alfredo, reż. Pietro Germi)
- Ludwig (reż. Luchino Visconti)

### Najlepszy reżyser
- Luchino Visconti - Ludwig

### Najlepszy reżyser zagraniczny
- Bob Fosse - Kabaret (tytuł oryg. Cabaret)

### Najlepsza aktorka
- Florinda Bolkan - Cari genitori
- Silvana Mangano - Gra złudzeń (tytuł oryg. Lo scopone scientifico)

### Najlepszy aktor
- Alberto Sordi - Gra złudzeń (tytuł oryg. Lo scopone scientifico)

### Najlepszy aktor zagraniczny
- Yves Montand - Cezar i Rozalia (tytuł oryg. César et Rosalie)
- Laurence Olivier - Detektyw (tytuł oryg. Sleuth)

### Najlepsza aktorka zagraniczna
- Liza Minnelli - Kabaret (tytuł oryg. Cabaret)

### Najlepszy film zagraniczny
- Ojciec chrzestny (tytuł oryg. The Godfather, reż. Francis Ford Coppola)

### David Europeo
- Vittorio De Sica - Krótkie wakacje (tytuł oryg. Una breve vacanza)

### Nagroda specjalna  (David Speciale)
- Helmut Berger - za grę aktorską
- Henry Fonda
- Al Pacino - za grę aktorską
- Maria Schneider - za grę aktorską